# Ostéothèque
Une ostéothèque abrite une collection de référence de séries ostéologiques. En archéozoologie, cette « bibliothèque d'os » permet de déterminer les espèces animales retrouvées lors de fouilles. La démarche relève de l'anatomie comparée et se fonde sur le principe d'homologie, selon lequel la forme et la structure des os restent constantes à l’intérieur d’une même espèce malgré une variabilité individuelle.
Constituée à des fins d'enseignement et de recherche, une collection de comparaison est souvent complétée par d'autres infrastructures : laboratoire, centre de documentation, salle de travail, chambre de prise de vue.
Des collections de restes humains sont également conservées par les musées archéologiques ou ethnographiques. Leur gestion soulève d'autres questions, notamment éthiques.

## Ostéothèques dans le monde
Cette liste n'est pas exhaustive.

### Belgique
- La collection d’anatomie de la faculté de médecine vétérinaire de l'université de Liège est principalement constituée d'une ostéothèque. Elle est surtout utilisée pour l'enseignement théorique et pratique de l'anatomie vétérinaire et de l'archéozoologie[4].

### Canada
- Rattachée à l'université de Montréal, l'ostéothèque de Montréal a été créée en 1982. Elle compte plus de 700 squelettes désarticulés de mammifères, d'oiseaux, de reptiles, d'amphibiens et de poissons du Québec[5].

### France
Au delà de la liste ci-dessous, le GDR Bioarcheodat recense les ostéothèques
- À Paris, le Muséum national d'histoire naturelle gère plusieurs collections patrimoniales[7] ainsi que des collections de squelettes de comparaison pour la détermination courante[8].
- Mise en route en 1976, la collection ostéologique du Laboratoire d'archéozoologie du CRAVO à Compiègne couvre les mammifères (plus de 200 squelettes), les oiseaux (400 squelettes) et les poissons (650 squelettes pour 125 espèces)[9].
- À l'Université de Provence, les collections ostéologiques du Laboratoire méditerranéen de préhistoire Europe Afrique (LAMPEA) comprennent 350 spécimens actuels d'herbivores et de carnivores d'Europe de l’Ouest et d'Afrique de l’Est[10].
- L'UMR 5199 - PACEA (De la Préhistoire à l'Actuel : Culture, Environnement et Anthropologie) de l'Université de Bordeaux gère des collections humaines ostéo-archéologiques[11] ainsi qu'une collection d'anatomie comparée des animaux non humains actuels et passés documentant principalement la faune française métropolitaine et d'outre-mer[12],[13] à Pessac (Gironde).
- À Tours, le Laboratoire Archéologie et territoire (LAT) a constitué depuis 2000 une collection de référence pour l’enseignement et la recherche en archéozoologie[14].
- Première collection du Grand Est, l'ostéothèque du Musée zoologique de la ville de Strasbourg est opérationnelle depuis novembre 2009[15].

Ostéothèque du musée zoologique de Strasbourg
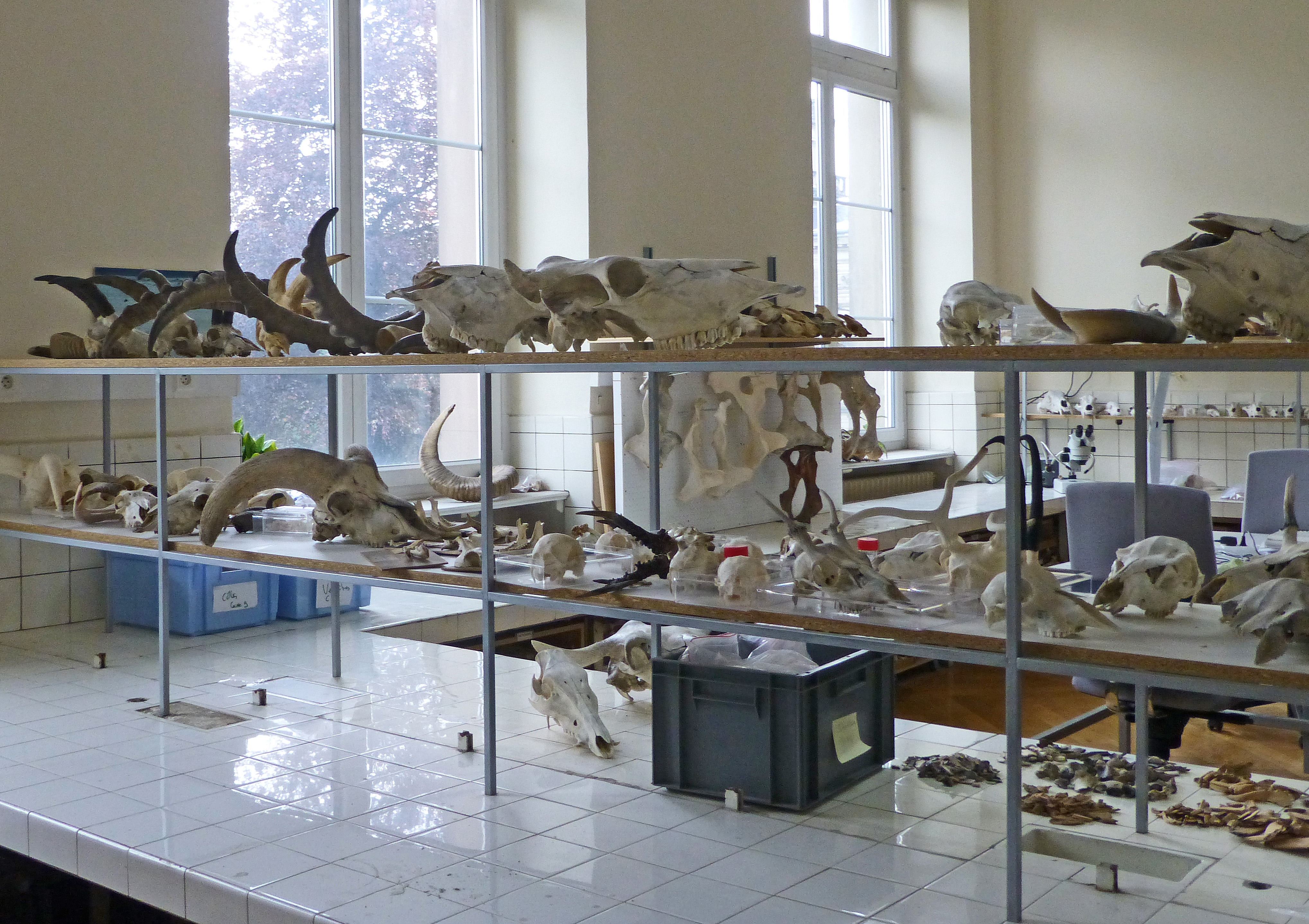
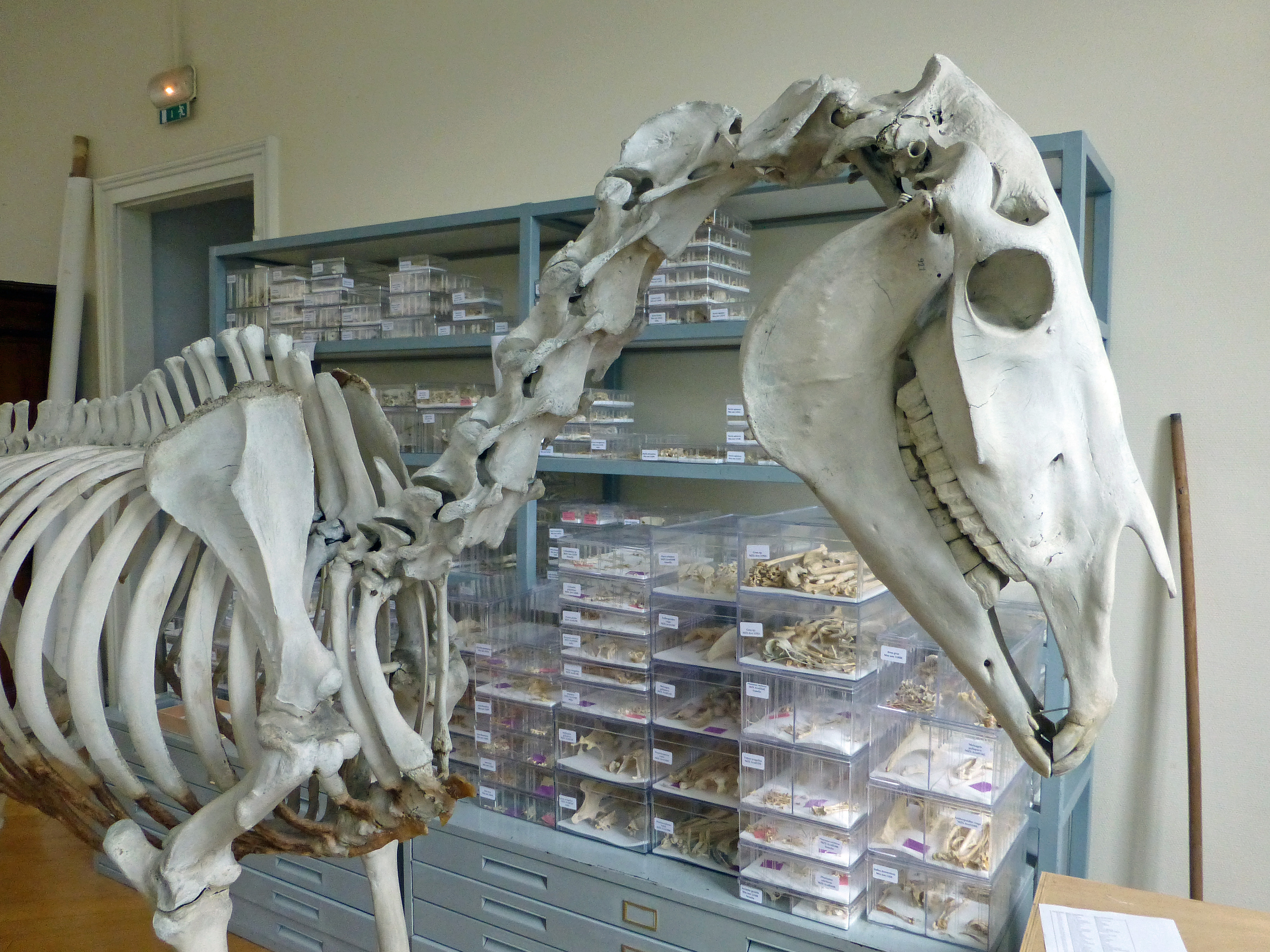
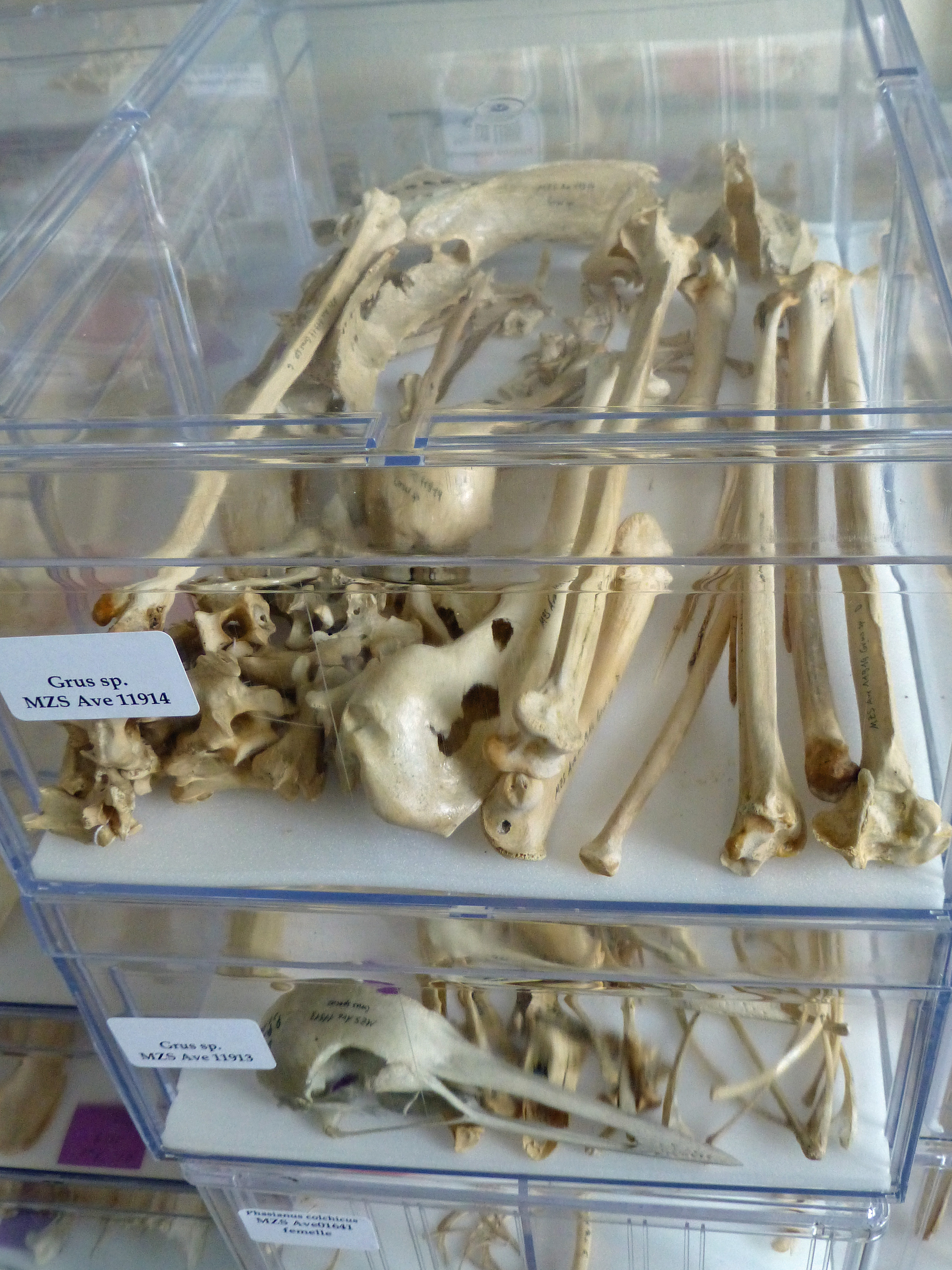
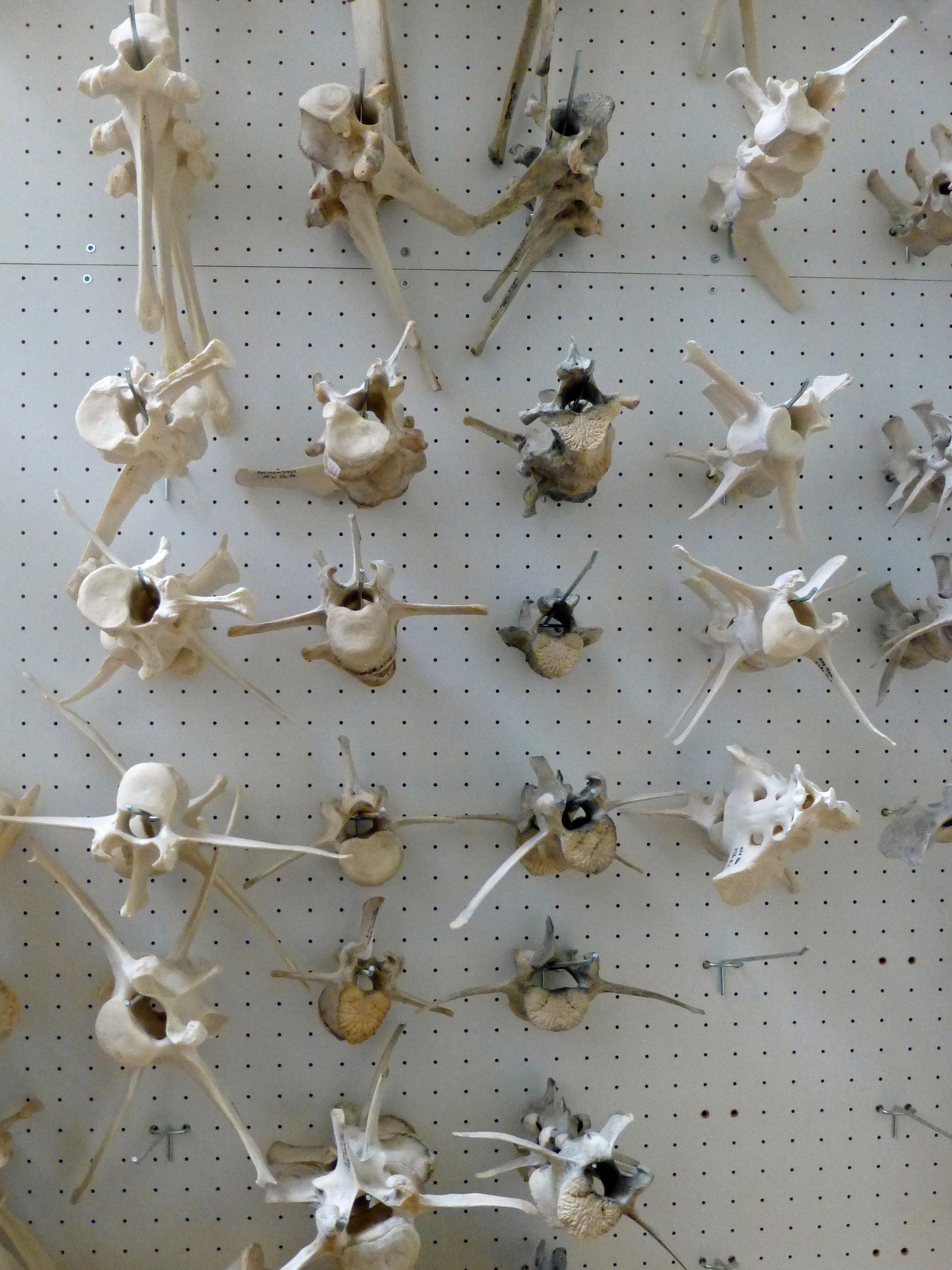

### Suisse
- L'IPNA (Integrative Prähistorische und Naturwissenschaftliche Archäologie) de l'Université de Bâle détient une collection de squelettes de mammifères, d'oiseaux et de poissons[16].
- Créé en 1979, le Centre d'archéozoologie de Genève est devenu en 1982 un département du Muséum d'histoire naturelle de Genève[17] qui compte aujourd'hui 1 800 squelettes de mammifères, 700 d'oiseaux et 1 000 de poissons, en provenance de Suisse et de la Mer Rouge[18].